# Pindolol

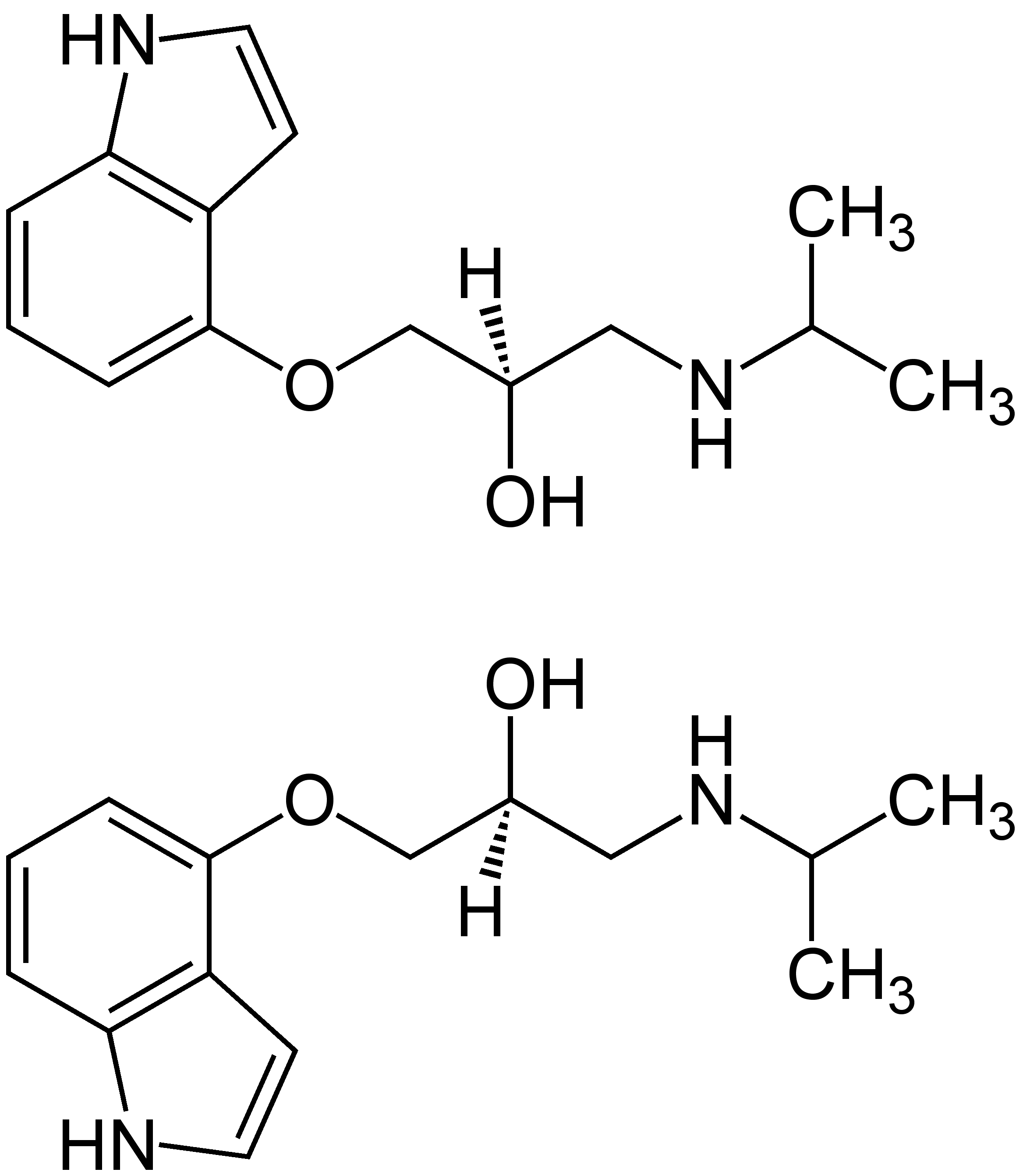
Pindolol

Pindolol é um fármaco pertencente ao grupo dos bloqueadores beta. A sua principal indicação é no tratamento da hipertensão arterial, especialmente após ter-se verificado que condiciona um aumento da sobre-vida dos pacientes.
É uma droga que sofre metabolismo hepatico e excreção renal; portanto seu tempo de ação é consideralvelmente longo (de 3 a 4 horas). Sua ação antagonista beta é semelhante ao propanolol e atenolol.

## Carecterísticas
- Fórmula química: C14H20N2O2
- CAS NUMBER: 13523-86-9
- Massa molecular: 248.321 g/mol
- Via de administração: oral ou intravenosa

Simpatomimético indicado para pacientes Hipertensos Bradicárdicos. Aumenta a frequência cardíaca e promove vasodilatação periférica. Aumenta, assim, a frequência cardíaca e reduz a pressão arterial.